# 拉弗雷奈欧索瓦日
拉弗雷奈欧索瓦日（法語：La Fresnaye-au-Sauvage，法語：[la fʁɛnɛ o sovaʒ] ⓘ）是法国奥恩省的一个旧市镇，属于阿让唐区。2016年1月1日，拉弗雷奈欧索瓦日和相邻的另外8个市镇合并为新市镇皮唐日勒拉克（Putanges-le-Lac）。

## 地理
拉弗雷奈欧索瓦日（48°44'19"N, 0°15'33"W）面积11.98 平方千米，位于法国诺曼底大区奧恩省，该省份为法国西北部内陆省份，北起顺时针与卡爾瓦多斯省、厄尔省、厄尔-卢瓦省、萨尔特省、马耶讷省和芒什省接壤。
与拉弗雷奈欧索瓦日接壤的市镇（或旧市镇、城区）包括：皮唐日-蓬泰克勒潘、日耶勒-库尔泰耶、拉朗德德卢热、迈尔河畔卢热、梅尼勒贡杜安、梅尼勒让、皮唐日勒拉克、圣安德烈-德布里尤兹、圣伊莱尔-德布里尤兹、莱西沃托。

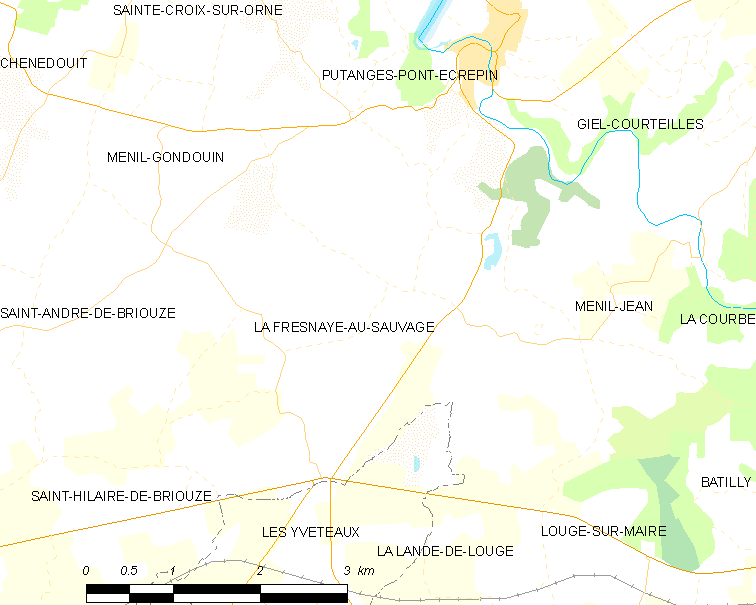
拉弗雷奈欧索瓦日的OSM定位图

拉弗雷奈欧索瓦日的时区为UTC+01:00、UTC+02:00（夏令时）。

## 行政
拉弗雷奈欧索瓦日的邮政编码为61210，INSEE市镇编码为61179。

## 政治
拉弗雷奈欧索瓦日所属的省级选区为阿蒂斯-瓦勒德鲁夫尔县。

## 人口

1962-2008年间拉弗雷奈欧索瓦日人口变化图示

拉弗雷奈欧索瓦日于2018年1月1日时的人口数量为230人。